# Like It's Her Birthday
«Like It's Her Birthday» es el primer sencillo del quinto álbum de Good Charlotte, Cardiology, lanzado el 24 de agosto de 2010. 
La banda publicó la canción en vivo por primera vez el 22 de mayo de 2010 en el Bamboozle Road Show en Charlotte, North Carolina. El 30 de julio de 2010 la canción fue publicada en línea. El 5 de agosto, la banda confirmó vía Facebook y Twitter y en el sitio de la banda que sería el primer sencillo. El vídeo musical fue lanzado el 21 de septiembre de 2010 en YouTube con tomas de la banda en una habitación oscura cambiando escenas en un club.

## Posicionamiento
"Like It's Her Birthday" llegó al número uno en Sirius XM Hits Top 20 on 20 después de su lanzamiento. Luego, debutó en la lista ARIA Digital Track Chart en el número 40 el 30 de agosto de 2010. y número 17 en la lista de ARIA Top 50 Singles el 5 de septiembre de 2010. La canción debutó en Hot 100 Airplay en el número 88 el 15 de septiembre de 2010.
| Lista(2010)                   | Posición máxima |
| ----------------------------- | --------------- |
| Australian ARIA Singles Chart | 7               |

### Certificaciones
| País      | Certificación |
| --------- | ------------- |
| Australia | Oro           |